# Флер Єггі
Флер Єггі (нім. Fleur Jaegg, нар. 31 липня 1940) - швейцарська письменниця, яка пише італійською мовою. Станом на 2019 рік у неї є п’ять романів, перекладених англійською. The Times Literary Supplement  назвала «Пролетерку» найкращою книгою року після публікації в США, а її «Солодкі дні дисципліни» отримали «Premio Bagutta» та «Premio Speciale Rapallo"

## Життя
Вона народилася в Цюриху.
Після закінчення навчання у Швейцарії Єггі поїхала жити до Риму, де познайомилася з Інґеборґ Бахман та Томасом Бернхардом. У 1968 році вона поїхала до Мілана працювати у видавництві Adelphi Edizioni і вийшла заміж за Роберто Калассо. Її першим шедевром став роман «I beati anni del castigo» (1989). The Times Literary Supplement визнала її роман «Пролетерка» найкращою книгою 2003 р.  Вона також є перекладачем на італійську Марселя Швоба та Томаса де Квінсі.
Вона працювала з італійським музикантом Франко Баттіато, під псевдонімом Карлотта Вік.